# Bromham (Bedfordshire)
Bromham – wieś w Anglii, w hrabstwie ceremonialnym Bedfordshire, w dystrykcie (unitary authority) Bedford. Leży 6 km na zachód od centrum miasta Bedford i 77 km na północ od centrum Londynu. Miejscowość liczy 4 765 mieszkańców.